# Opération Jungle
 

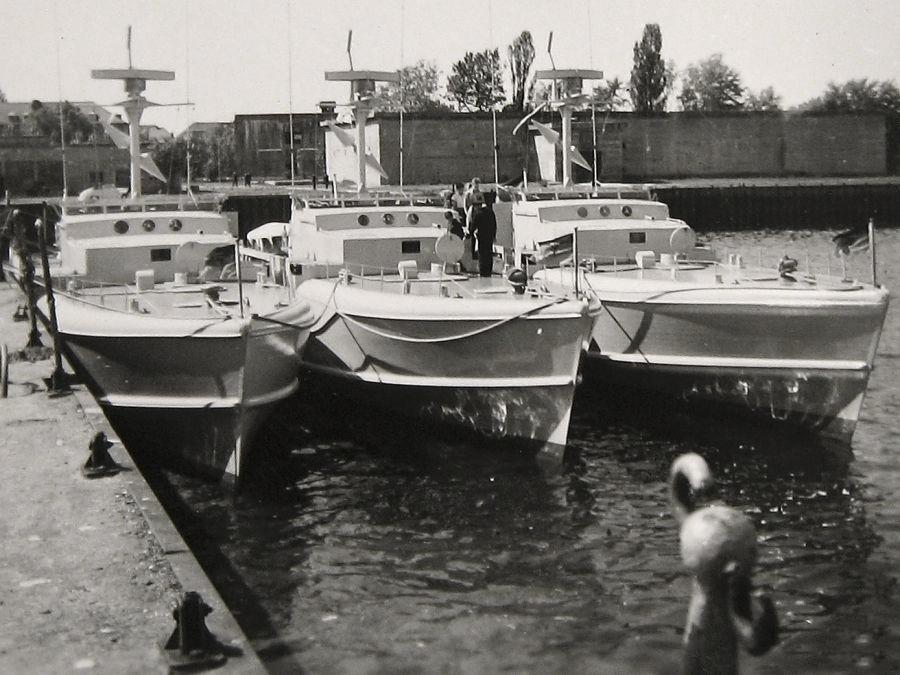
Bateaux rapides allemands (Schnellboote) de la classe "Silbermöwe" à Kiel. Ce type de navires sera central à l'opération.

Au début de la guerre froide (1948-1955), le Service secret britannique des renseignements (MI6) a inséré clandestinement des agents de renseignement et de résistance en Pologne et dans les États baltes. Les agents étaient pour la plupart des exilés polonais, estoniens, lettons et lituaniens qui avaient été formés au Royaume-Uni et en Suède et étaient associés à la résistance anti-soviétique dans les états occupés (les soldats maudits, les frères de la forêt). Les opérations navales du programme ont été menées par des membres d'équipage allemands de l'administration allemande de dragage des mines sous le contrôle de la Royal Navy. L'organisation Gehlen, sponsorisée par les Américains, s'est également impliquée dans le projet d'agents d'Europe de l'Est. Le KGB a pénétré le réseau et capturé la plupart des agents.

## Histoire
À la fin des années 1940, le MI6 a établi un centre spécial à Chelsea, à Londres, pour former des agents à envoyer dans les États baltes. L'opération portait le nom de code « Jungle » et était dirigée par Henry Carr, directeur du département nord-européen du MI6, et le chef de la section baltique, Alexander McKibbin. Le groupe estonien était dirigé par Alfons Rebane, qui avait également servi comme Waffen-SS Standartenführer pendant l'occupation par l'Allemagne nazie, le groupe letton dirigé par l'ancien officier de la Luftwaffe Rūdolfs Silarājs et le groupe lituanien dirigé par le professeur d'histoire Stasys Žymantas.
L'organisation Gehlen, une agence de renseignement établie par les autorités d'occupation américaines en Allemagne en 1946 et occupée par d'anciens membres de la Wehrmacht, Fremde Heere Ost, a également recruté des agents d'organisations émigrées est-européennes pour les opérations. Les agents ont été transportés sous le couvert du « British Baltic Fishery Protection Service » (BBFPS), une organisation de couverture lancée à partir de l'Allemagne occupée par les Britanniques, en utilisant un ancien Schnellboot de la Seconde Guerre mondiale. Le commandant de la Royal Navy, Anthony Courtney avait déjà été frappé par les capacités potentielles des anciennes coques de bateaux électriques, et John Harvey-Jones de la Division du renseignement naval fut chargé du projet et découvrit que la Royal Navy avait toujours deux Schnellboots, P5230 et P5208. Ils ont été envoyés à Portsmouth où l'un d'eux a été modifié pour réduire son poids et augmenter sa puissance. Pour préserver le déni, un ancien capitaine allemand de E-bateau, Hans-Helmut Klose, et un équipage allemand de l'administration allemande de dragage de mines ont été recrutés pour manœuvrer le E-bateau. 
Des agents ont été insérés à Saaremaa, Estonie, Užava et Ventspils, Lettonie, Palanga, Lituanie et Ustka, Pologne, généralement via Bornholm, Danemark où le dernier signal radio a été donné depuis Londres pour que les bateaux pénètrent dans les eaux territoriales revendiquées par l'URSS. Les bateaux se sont dirigés vers leurs destinations, typiquement plusieurs miles au large, sous le couvert de l'obscurité et ont rencontré des complices partis de terre dans des dinghies. Les agents de retour ont été reçus à certains de ces rendez-vous.

## Phases
L'opération a évolué en un certain nombre de phases. Le premier transport d'agents a eu lieu en mai 1949, avec six agents à bord du bateau à Kiel. Le navire était habité par Klose et un équipage allemand. Les officiers britanniques à bord, les commandants Harvey-Jones et Shaw, ont remis le commandement du bateau aux officiers suédois à Simrishamn, dans le sud de la Suède. L'équipage allemand s'est ensuite dirigé vers l'île d'Öland, puis vers l'est jusqu'à Palanga, au nord de Klaipeda, vers 22h30. À moins de 300 m du rivage, les six agents débarquèrent dans un canot pneumatique et se dirigèrent vers le rivage. Le bateau est retourné à Gosport, ramassant les officiers britanniques à Simrishamn et ravitaillant à Borkum.
Après le succès de l'opération initiale, le MI6 a enchaîné avec plusieurs atterrissages improvisés par l'intermédiaire d'un canot en caoutchouc. Deux agents ont été débarqués à Ventspils le 1er novembre 1949 ; trois agents ont atterri au sud de Ventspils le 12 avril 1950 et deux agents en décembre à Polanda. 
À la fin des années 1950, le British Naval Intelligence et le MI6 créèrent une organisation plus permanente, Klose embauchant un équipage de quatorze marins et installant le bateau à Hambourg-Finkenwerder. Le « British Baltic Fishery Protection Service » fut ainsi inventé comme une couverture crédible compte tenu du harcèlement des pêcheurs ouest-allemands par les Soviétiques. L'opération a évolué avec une tâche secondaire de reconnaissance visuelle et électronique de la côte baltique de Saaremaa en Estonie à Rügen en Allemagne de l'Est. À cet effet, le bateau a été équipé de réservoirs de carburant supplémentaires pour une portée étendue et d'une vaste suite d'antennes et d'équipements américains pour COMINT et ELINT. Au cours de cette phase, quatre atterrissages ont été effectués entre 1951 et 1952 avec 16 agents insérés et cinq agents récupérés. 
En août 1952, un deuxième Schnellboot fut mis en service comme ravitailleur pour les opérations SIGINT, sous le commandement du Lieutenant E. G. Müller, un ancien officier exécutif qui servit sous Klose pendant la Seconde Guerre mondiale. Huit agents polonais ont été insérés au cours de cette période en utilisant des ballons transportés par la mer. 
Au cours de la période 1954-55, trois nouveaux bateaux à moteur allemands de la classe Silbermöwe ont remplacé les anciens bateaux à moteur. Ils ont été baptisés Silvergull (nom allemand Silbermöwe, commandé par H. H. Klose), Stormgull (nom allemand Sturmmöwe, commandé par E. G. Müller) et Wild Swan (nom allemand Wildschwan, commandé par D. Ehrhardt). Ils ont été construits au chantier naval de Lürssen à Brême-Vegesack pour la police frontalière ouest-allemande, mais sous prétexte que les bateaux ont dépassé la vitesse autorisée par le traité de Potsdam, les autorités françaises et britanniques ont confisqué les navires pour les missions de Klose. En février 1955, lors d'une mission SIGINT de Brüsterort à Libau, il y a eu un engagement de 15 minutes au large de Klaipeda avec un bateau de patrouille soviétique; Le Cygne Sauvage d'Ehrhardt a été tiré par les Soviétiques, mais le bateau allemand s'est échappé à toute allure.

## Opération compromise
L'opération a été sévèrement compromise par le contre-espionnage soviétique, principalement par l'information fournie par le britannique "Cambridge Five". Dans la vaste contre-opération Lursen-S (du nom de Lürssen, le fabricant des E-bateaux), le NKVD/KGB a capturé ou tué presque tous les 42 agents baltes insérés dans le champ. Beaucoup d'entre eux ont été transformés en agents doubles qui ont infiltré et considérablement affaibli la résistance balte.
L'un des agents envoyés en Estonie et capturé par le KGB, Mart Männik, a écrit une autobiographie A Tangled Web. Un espion britannique en Estonie, qui a été publié après sa mort et a été traduit en anglais. Le livre rend compte de ses expériences pendant et après l'opération infructueuse.
MI6 a suspendu l'opération en 1955 en raison de la perte croissante d'agents et des soupçons que l'opération a été compromise. La dernière mission était un atterrissage sur Saaremaa en avril 1955. Alors que l'opération globale MI6 en Courlande est considérée comme un fiasco, les missions de Klose sont considérées comme réussies, en ce qui concerne le SIGINT et les aspects navals de ses incursions. Les bateaux à moteur ont été remis à la nouvelle marine allemande en 1956.